# Mariana de Rebolledo y Ponce de León
Mariana Rebolledo y Ponce de León (Madrid, 1594-Sogorb, 4 de febrer de 1658), de nom religiós Mariana de San Pascual, va ser una religiosa castellana.
Nascuda a Madrid el 1594 en el si d'una família noble, filla d'Álvaro de Rebolledo i de Mariana Ponce de León. Serví com a cambrera de Caterina d'Aragó-Cardona-Córdoba, duquessa de Sogorb, ciutat on es va instal·lar Rebolledo i tingué contacte amb les religioses recol·lectes de Sant Agustí. Sentint la vocació religiosa, hom afirma que Rebolledo sentí molta admiració per les monges i els suplicà que la deixessin instal·lar-se al convent per fer vida com elles. Va deixar el càrrec de cambrera i va ingressar al convent amb el beneplàcit dels seus senyors. El 4 de juliol de 1622 professà en el convent, on va destacar per les seves virtuts. Al final de la seva vida, durant més de dos anys, va patir una important paràlisi física que li va afectar totes les parts del cos, a més de patir nombrosos tremolors, raó per la qual en van haver de tenir cura les germanes del convent fins a la seva mort, el 4 de febrer de 1658, als 64 anys.